# Zadkiel

Laurent de La Hyre: Sacrificio de Isaac, 1650, Museo de Bellas Artes de Nueva Orleans. Zadkiel fue el ángel que impidió a Abraham sacrificar a su hijo, Isaac; entregando en su lugar un cordero.

Zadkiel (en hebreo צדקיאל, Tzadqiel, "Justicia del Señor"), o  Hesediel (חֶסֶדִיאֵל, Chesediel, "Gracia de Dios"), es el arcángel de la libertad, la benevolencia, la misericordia, y el patrono de todos los que perdonan; es también conocido como Sachiel, Zedekiel, Zadakiel, Tzadkiel y Zedekul. En la tradición rabínica se le considera el ángel patrono de la misericordia.
Según las escrituras rabínicas, el ángel Zadkiel pertenece al orden de los Hashmallim (equivale al orden de los dominios o dominaciones celestes) y, según algunas fuentes, sería el jefe de esa orden; otras fuentes mencionan a Hashmal o Zacharael como jefe. Según el Maseket Azilut, un texto cabalístico del siglo XIV, sería el corresponsable del orden angelical de los Shinanim, junto con el ángel Gabriel.
Como ángel de la misericordia, algunos textos lo señalan como el ángel anónimo ("ángel del Señor" en la Biblia) que impide al patriarca Abraham sacrificar a su hijo, Isaac, y por eso, en la iconografía, es usualmente pintado empuñando una daga. Otros textos citan a Miguel o Tadhiel o algún otro ángel, como el ángel mencionado en ese pasaje bíblico, y otros interpretan la expresión "ángel del Señor" como un caso de teofanía.
Zadkiel es uno de los ángeles abanderados (junto con Jofiel) que siguen detrás del arcángel Miguel cuando este entra en batalla. Zadkiel es asociado con el color violeta.
En el misticismo judío y en los rituales mágicos occidentales, Zadkiel está asociado con el planeta Júpiter. Tiene la cuarta posición en el Sefirot, la que corresponde a la misericordia.

## Galería

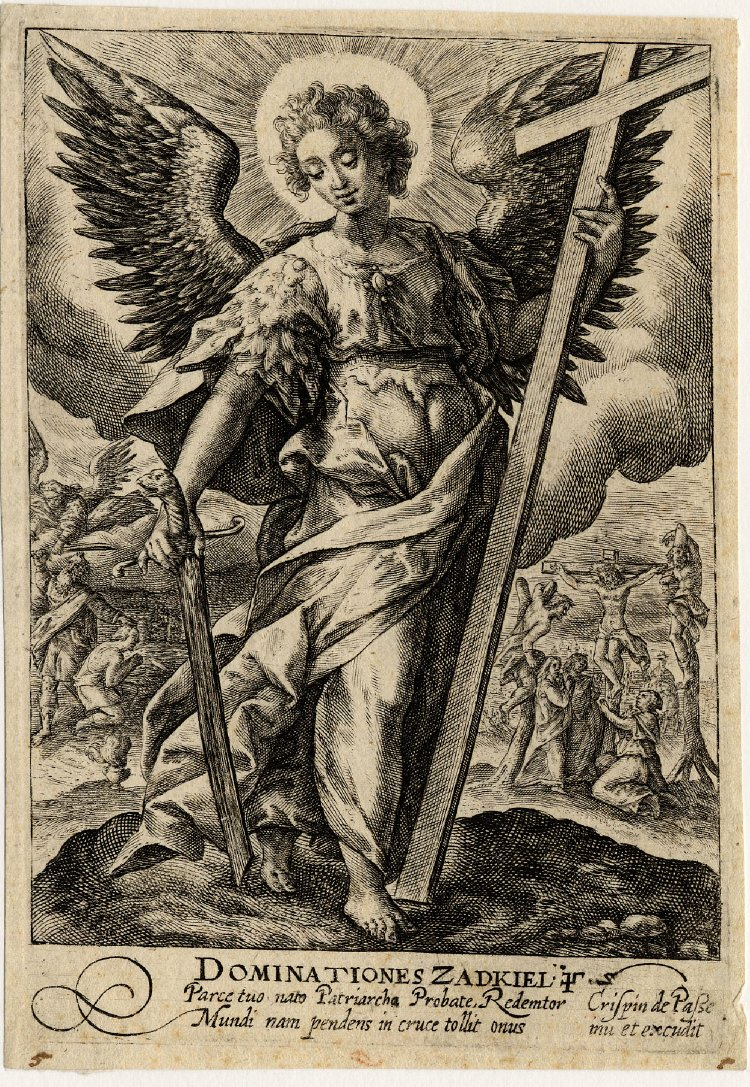
La dominación Zadkiel, grabado de Crispijn van de Passe. 1590–1637, Museo Británico, Londres.
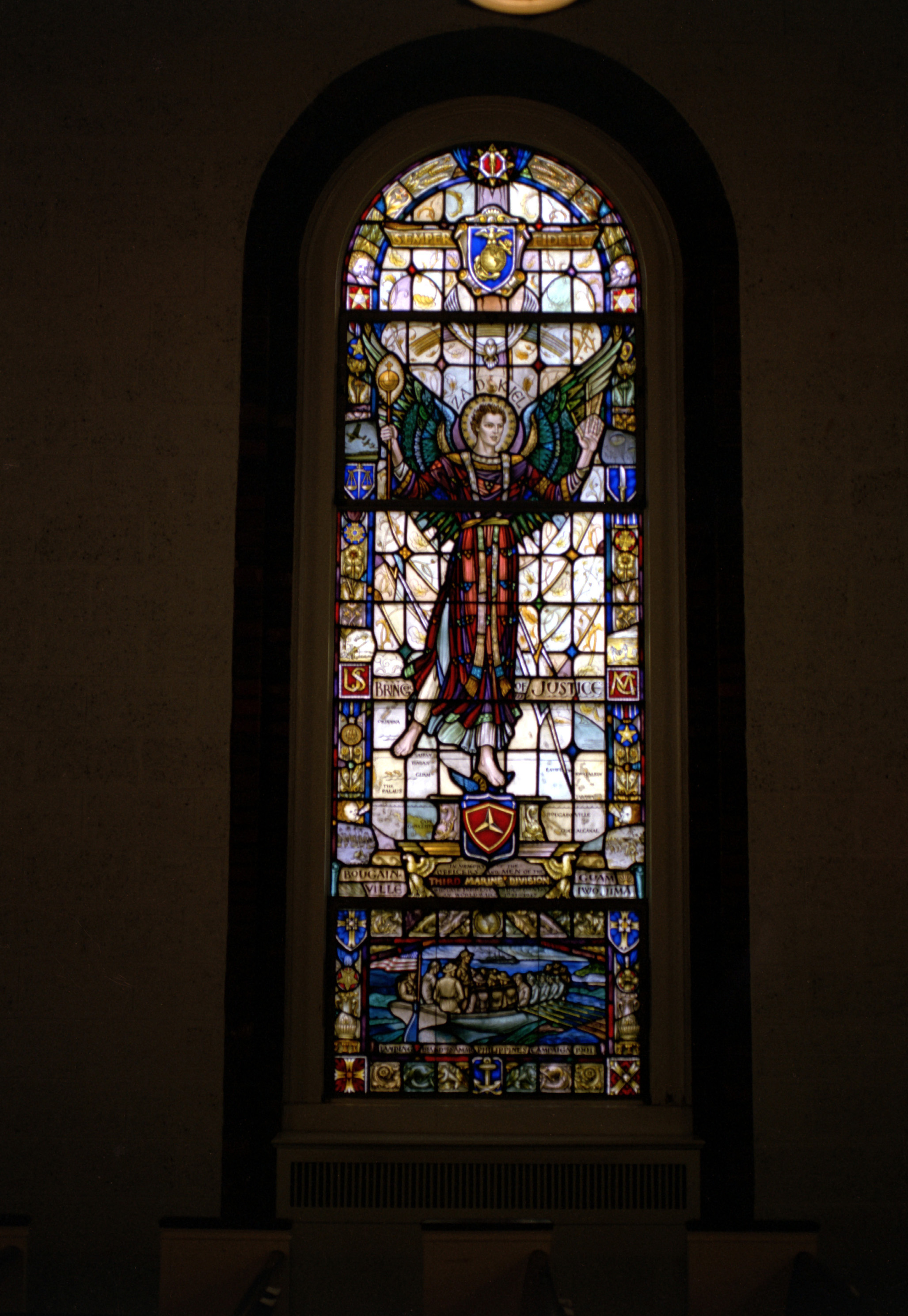
Arcángel Zadkiel, vidriera de la Capilla Protestante Principal en la Marine Corps Base Camp Lejeune, Carolina del Norte.
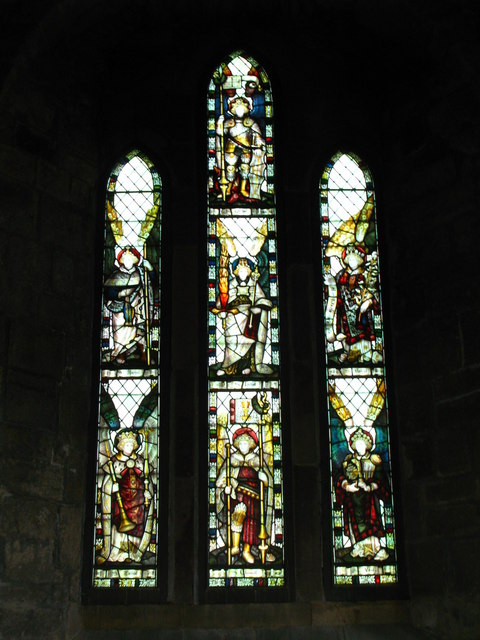
Vidriera de los siete arcángeles, la figura en la parte inferior izquierda representa a Zadkiel sosteniendo en su mano izquierda un cetro rematado con una flor, y en su mano derecha una trompeta. Iglesia de San Miguel y Todos los Ángeles en Warden, Northumberland.